# Ergilornithidae
 (mai 2020).
Le contenu est difficilement compréhensible vu les erreurs de traduction, qui sont peut-être dues à l'utilisation d'un logiciel de traduction automatique.
 (mai 2015).
Si vous disposez d'ouvrages ou d'articles de référence ou si vous connaissez des sites web de qualité traitant du thème abordé ici, merci de compléter l'article en donnant les références utiles à sa vérifiabilité et en les liant à la section « Notes et références ».
Famille
Les Ergilornithidae forment une famille éteinte d'oiseaux appartenant à l'ordre des Gruiformes. Ses espèces ont existé entre l'Oligocène et le Pliocène (32 - 5 millions d'années). Leurs restes fossiles ont été trouvés en Asie et en Europe.

## Description
Malgré les liens de parenté avec des grues d'aujourd'hui, ces animaux devaient avoir le look très similaire à celle de l'autruche. Cela était dû au fait que les pattes postérieures sont très allongées et incroyablement puissantes, par opposition à ceux des grues existantes. Il n'y avait que deux doigts (comme chez les autruches) et des phalanges sont courtes et aplaties. La perte d'un doigt à l'intérieur et à l'arrière du doigt peut être interprétée comme une adaptation à la course. La taille de ces animaux est comparable à celle des formes les plus grandes de la famille des grues (gruidés).

## Classification
Les similitudes des Ergilornithidae avec les autruches dans le passé ont conduit plus d'un chercheur à conclure que ces animaux pourraient être étroitement liés. Probablement originaire des Eogruidae, une autre famille de coureurs gruiformes, la famille des Ergilornithidae développe au cours de l'évolution une adaptation à la course.

## Histoire d'évolution
Proergilornis minor, Oligocène inférieur de la Mongolie intérieure, probablement encore un doigt à l'intérieur rugueuse de la jambe, tandis que dans Ergilornis rapidus (toujours l'Oligocène de la Mongolie intérieure) à l'intérieur du doigt avait complètement disparu, et ne portait qu'une légère tarsometatarso mettent l'accent sur l'articulation où le doigt doit être à l'intérieur.
Pour Amphipelargus maraghanus (du Miocène au Pliocène) d'Asie occidentale, le relief a disparu et la course à l'adaptation a été semblable à celle de l'autruche d'aujourd'hui. Probablement que cette forme a coexisté avec la première espèce d'autruche dans le Pliocène, et il est possible qu'il était en compétition avec ce dernier qui a conduit à l'extinction du dernier Ergilornithidae. En tout cas, ces deux groupes d'oiseaux sont un merveilleux exemple d'évolution convergente.

## Les différents genres
- Amphipelargus

## Sources
- Cet article est partiellement ou totalement traduit de l'article italien de wikipedia it:Ergilornithidae